# Abdel El Ouazzane
Abdel Mounaim El Ouazzane (Amsterdam, 26 februari 1998) is een Marokkaans-Nederlands voetballer die als doelman speelt.

## Carrière
Abdel El Ouazzane speelde in de jeugd van AFC, AZ en FC Groningen. Gedurende zijn periode bij AZ zat hij enkele wedstrijden op de bank als reservekeeper bij Telstar, waar AZ een samenwerkingsverband mee had. Bij Groningen keepte hij twee wedstrijden voor Jong FC Groningen in de Derde divisie Zaterdag, maar zat ook enkele wedstrijden op de bank bij het eerste elftal. In 2018 vertrok hij transfervrij naar SC Cambuur, waar hij als vierde keeper achter Xavier Mous, Pieter Bos en Martijn Bijdevier niet in actie kwam. Na een seizoen keerde hij transfervrij terug naar de club waar hij al eens een paar wedstrijden op de bank zat, Telstar. Hij was hier derde keeper achter Anthony Swolfs en Sven van der Maaten. Hij debuteerde in het betaald voetbal voor Telstar op 22 december 2019, in de met 3-1 gewonnen thuiswedstrijd tegen Jong AZ. Hij kwam in de 50e minuut in het veld voor de geblesseerd geraakte Van der Maaten.

### Statistieken
| Seizoen                        | Club              | Land           | Competitie         | Competitie | Competitie | Beker | Beker | Totaal | Totaal |
| Seizoen                        | Club              | Land           | Competitie         | Wed.       | Dlp.       | Wed.  | Dlp.  | Wed.   | Dlp.   |
| ------------------------------ | ----------------- | -------------- | ------------------ | ---------- | ---------- | ----- | ----- | ------ | ------ |
| 2014/15                        | → Telstar         | Nederland      | Eerste divisie     | 0          | 0          | 0     | 0     | 0      | 0      |
| 2017/18                        | Jong FC Groningen | Nederland      | Derde divisie Zat. | 2          | 0          | –     | –     | 2      | 0      |
| 2017/18                        | FC Groningen      | Nederland      | Eredivisie         | 0          | 0          | 0     | 0     | 0      | 0      |
| 2018/19                        | SC Cambuur        | Nederland      | Eerste divisie     | 0          | 0          | 0     | 0     | 0      | 0      |
| 2019/20                        | Telstar           | Nederland      | Eerste divisie     | 1          | 0          | 0     | 0     | 1      | 0      |
| Carrièretotaal                 | Carrièretotaal    | Carrièretotaal | Carrièretotaal     | 3          | 0          | 0     | 0     | 3      | 0      |
| Bijgewerkt op 25 december 2019 |                   |                |                    |            |            |       |       |        |        |